# Baturagung
Baturagung is een bestuurslaag in het regentschap Grobogan van de provincie Midden-Java, Indonesië. Baturagung telt 5157 inwoners (volkstelling 2010).